# La Dictature médicale
La Dictature médicale est un ouvrage d'entretiens écrit par le médecin et homme politique français Bernard Kouchner et l'écrivain et journaliste français Patrick Rambaud,  sorti le 7 mars 1996 et publié chez Robert Laffont.

## Présentation
Cet ouvrage de 200 pages se présente sous la forme d'un ensemble d'entretiens entre l'ancien ministre de la Santé Bernard Kouchner (il ne redeviendra secrétaire d'État chargé de la Santé qu'un an plus tard) et le journaliste Patrick Rambaud, chargé de recueillir ses propos. Les thèmes principaux sont la politique sanitaire de la France et l'économie de la santé.
Lors de sa sortie, le livre est entouré par un bandeau portant cette mention : « La médecine n'appartient pas qu'aux médecins ».

## Accueil et critiques
Jean Brissonnet,  ancien vice-président de l’AFIS, relate dans son ouvrage La médecine postmoderne prend le pouvoir que si le ministre « fait le terrible bilan de l'attitude des médecins et de leurs comportement », il précise un peu plus loin que « le même Bernard Kouchner sera, à plusieurs reprises, nommé ministre de la santé et que les choses n'ont pas pour autant vraiment changé ».